# Alah Air
Alah Air is een bestuurslaag in het regentschap Meranti-eilanden van de provincie Riau, Indonesië. Alah Air telt 4732 inwoners (volkstelling 2010).